# Carta celeste

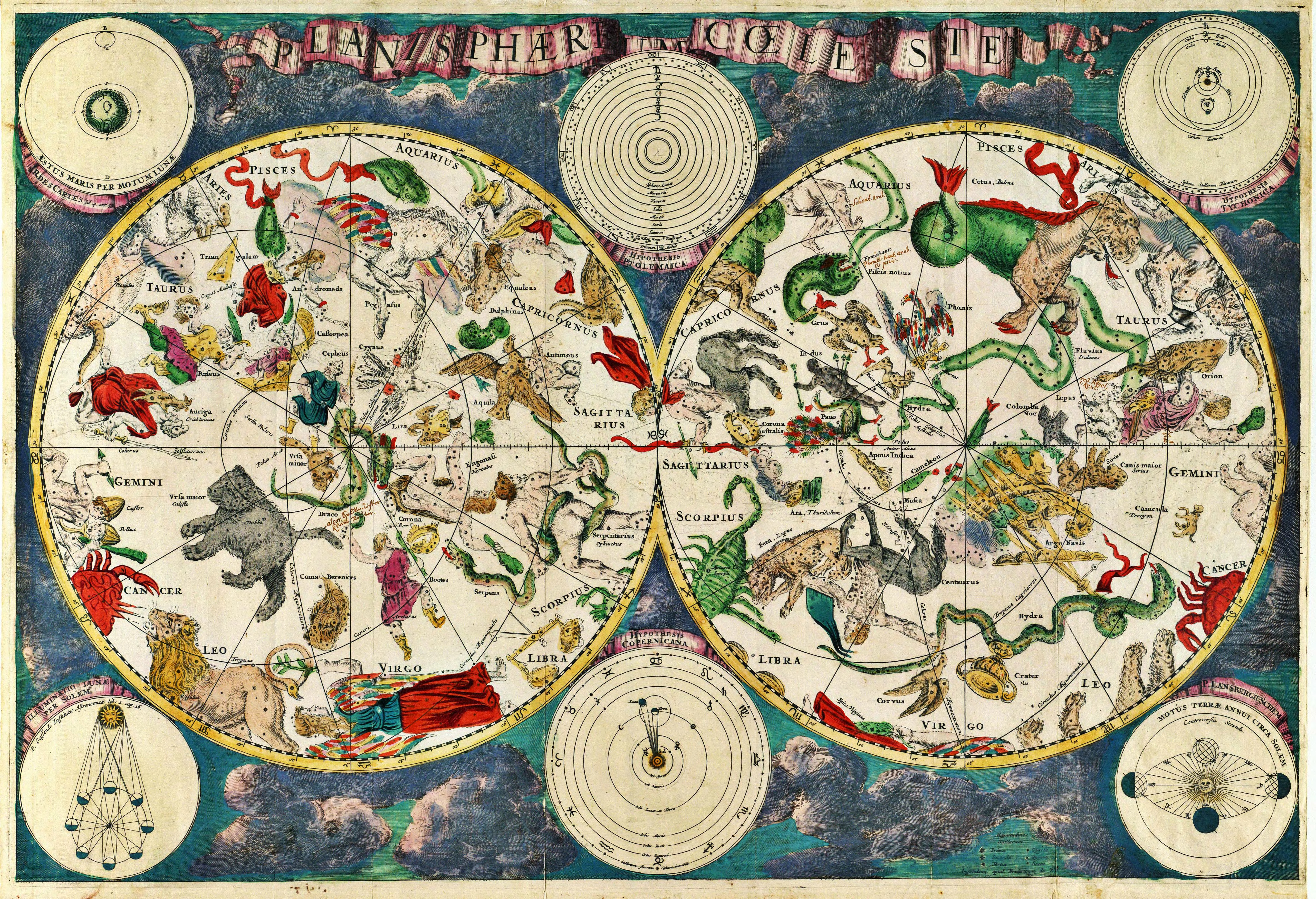
Un mapa celestial del, pel cartògraf holandès Frederik de Wit

Una carta estel·lar, atles estel·lar o mapa d'estels és un plànol del cel nocturn. Els astrònoms divideixen aquests mapes mitjançant un reticle per utilitzar-los més fàcilment. Solen identificar i localitzar objectes astronòmics així com estels, constel·lacions i galàxies. Han estat utilitzats per la navegació marítima des de temps immemorial com a instruments útils destinats a possibilitar l'orientació dels vaixells en alta mar. Ha de fer-se notar que un gràfic d'estels no és igual que un catàleg astronòmic (que es defineix com un llistat o taula d'objectes astronòmics amb un propòsit particular). Les eines que s'utilitzen històricament amb les cartes estel·lars inclouen l'astrolabi i el planisferi celeste.

## Història

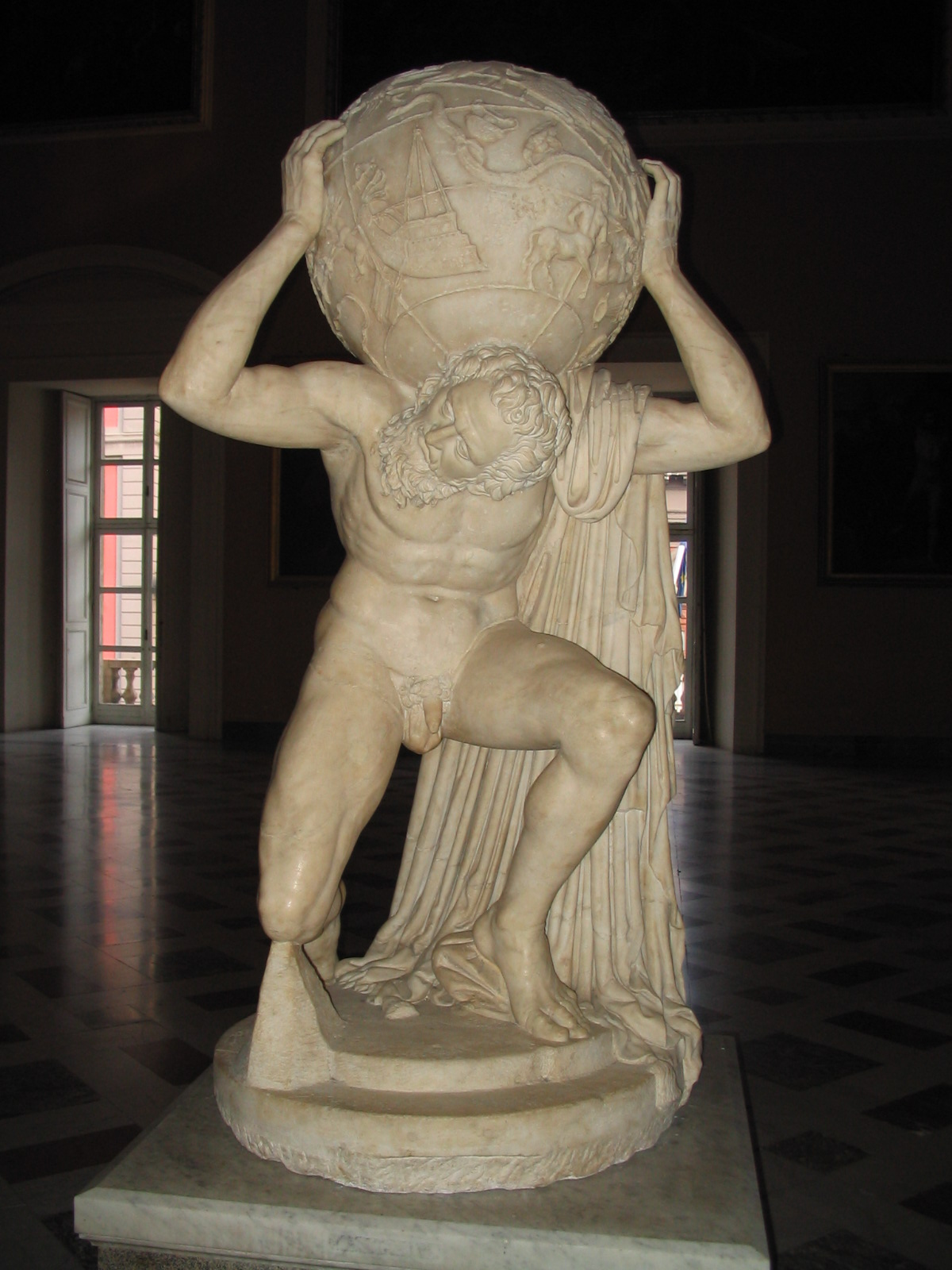
Atles Farnese al Museu Arqueològic Nacional de Nàpols

### Prehistòria
El gràfic d'estels conegut més antic pot ser un ullal de mamut tallat descobert a Alemanya el 1979. Aquesta peça té 32.500 anys i conté una talla que s'assembla a la constel·lació d'Orió. Un dibuix en la paret de les coves de Lascaux a França té una representació gràfica del cúmul obert d'estels de les Plèiades. Està datat entre 16.000 i 12.000 anys d'antiguitat, en el període Magdalenià. L'investigador Michael A. Rappenglueck, de la Universitat de Múnic, ha suggerit que un panell en les mateixes coves que representa la càrrega d'un bisó, un home amb el cap d'un ocell i un altre cap d'un ocell sobre una peça de fusta, en conjunt pot descriure el triangle d'estiu, que en aquella època era una formació circumpolar. El mateix investigador alemany va descobrir una representació de la constel·lació Corona Borealis a la cova d'El Castillo (Puente Viesgo, Cantàbria, Espanya), que estaria datada en el mateix període que les esmentades de Lascaux. Un altre gràfic astronòmic, creat fa més de 21.000 anys, ha estat trobat en la gruta de "La Tête du Lion". El bòvid d'aquesta pintura pot representar la constel·lació de Taure, amb un patró que situa les Plèiades just per damunt. El Disc Celeste de Nebra, un disc de bronze de 30 cm de diàmetre datat l'any 1600 AC, inclou símbols d'or amb forma d'óssos generalment interpretats com el sol o la lluna plena, una lluna creixent, nombrosos estels incloent el grup de les Plèiades i possiblement la Via Làctia.

### Antiguitat
La carta estel·lar exacta més remota coneguda té el seu origen en l'astronomia egípcia antiga, i està datada l'any 1534 AC. Els catàlegs d'estels coneguts més primerencs van ser compilats pels astrònoms babilònics antics de Mesopotàmia a finals del segon mil·lenni AC, durant el Període dels Cassites (cap al 1531–1155 AC).
Els registres d'astronomia xinesos més antics són anteriors al període dels Regnes Combatents (476–221 AC). La representació gràfica xinesa més vella del cel és una caixa de laca datada en el 430 AC, a pesar que aquesta representació no mostra estels individuals.
L'Atles Farnese és una còpia realitzada al segle II d'una estàtua del període hel·lenístic que descriu al tità Atles que aguanta l'esfera celeste sobre les seves espatlles. És la representació supervivent més antiga de les constel·lacions gregues antigues, i inclou un reticle de cercles que proporciona posicionis coordenades. A causa de la precessió, les posicions de les constel·lacions canvien lentament amb el transcurs del temps. Comparant les posicions de les 41 constel·lacions respecte als cercles coordenades, mitjançant una observació acurada pot determinar-se la època en la qual es van efectuar les observacions originals. Basant-se en aquesta informació, s'ha determinat que la posició de les constel·lacions catalogades en l'escultura es correspon amb una data situada en l'interval d'anys 125 ± 55 AC. Aquesta evidència indica que es va utilitzar el catàleg d'estels de l'astrònom grec Hiparc.
Un exemple de l'Egipte Romà d'una representació gràfica del cel nocturn és el Zodíac de Dendera, datant en el 50 AC. Es tracta d'un baix relleu esculpit en un sostre en el Temple de Dendera, amb un planisferi que descriu el zodíac mitjançant representacions gràfiques. Així i tot, els estels individuals no apareixen marcades.

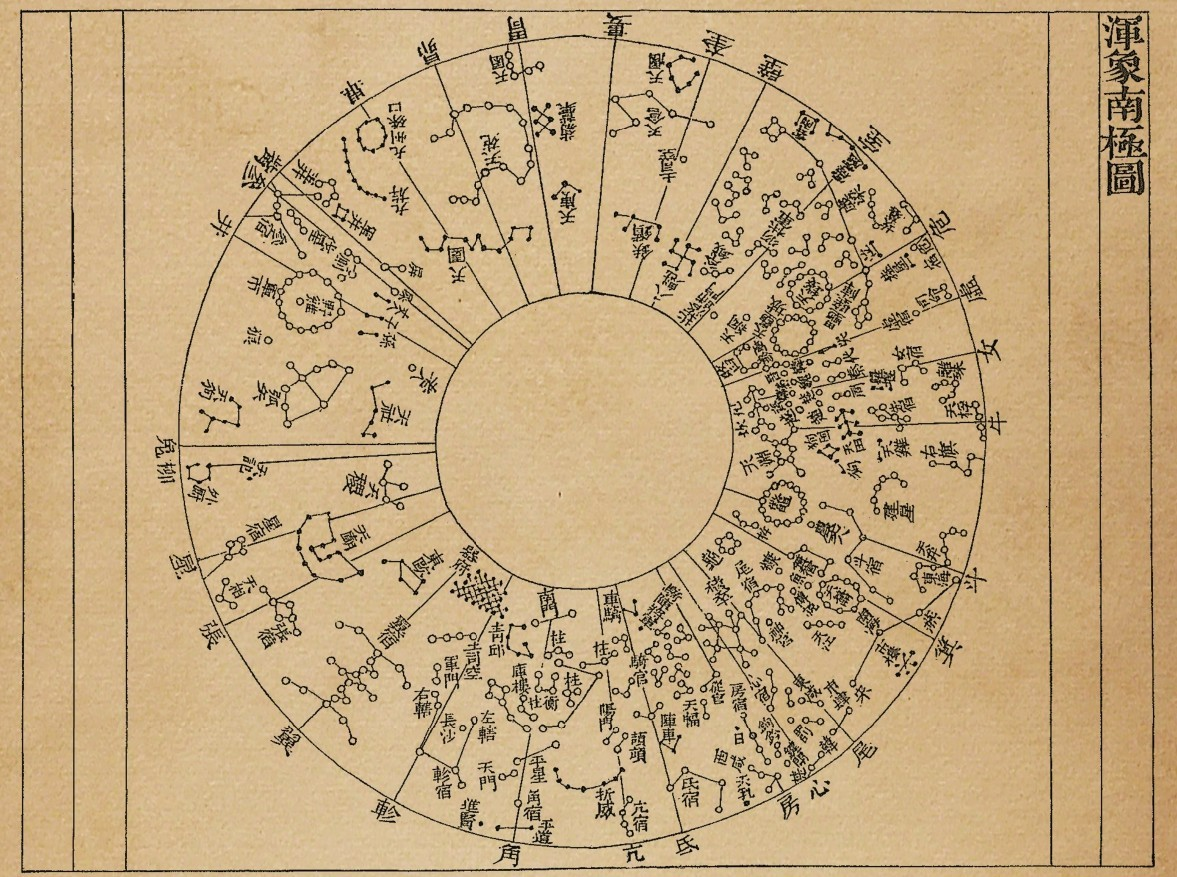
Carta estel·lar amb la projecció polar del sud del globus celestial de l'astrònom xinès Su Song (1020–1101).

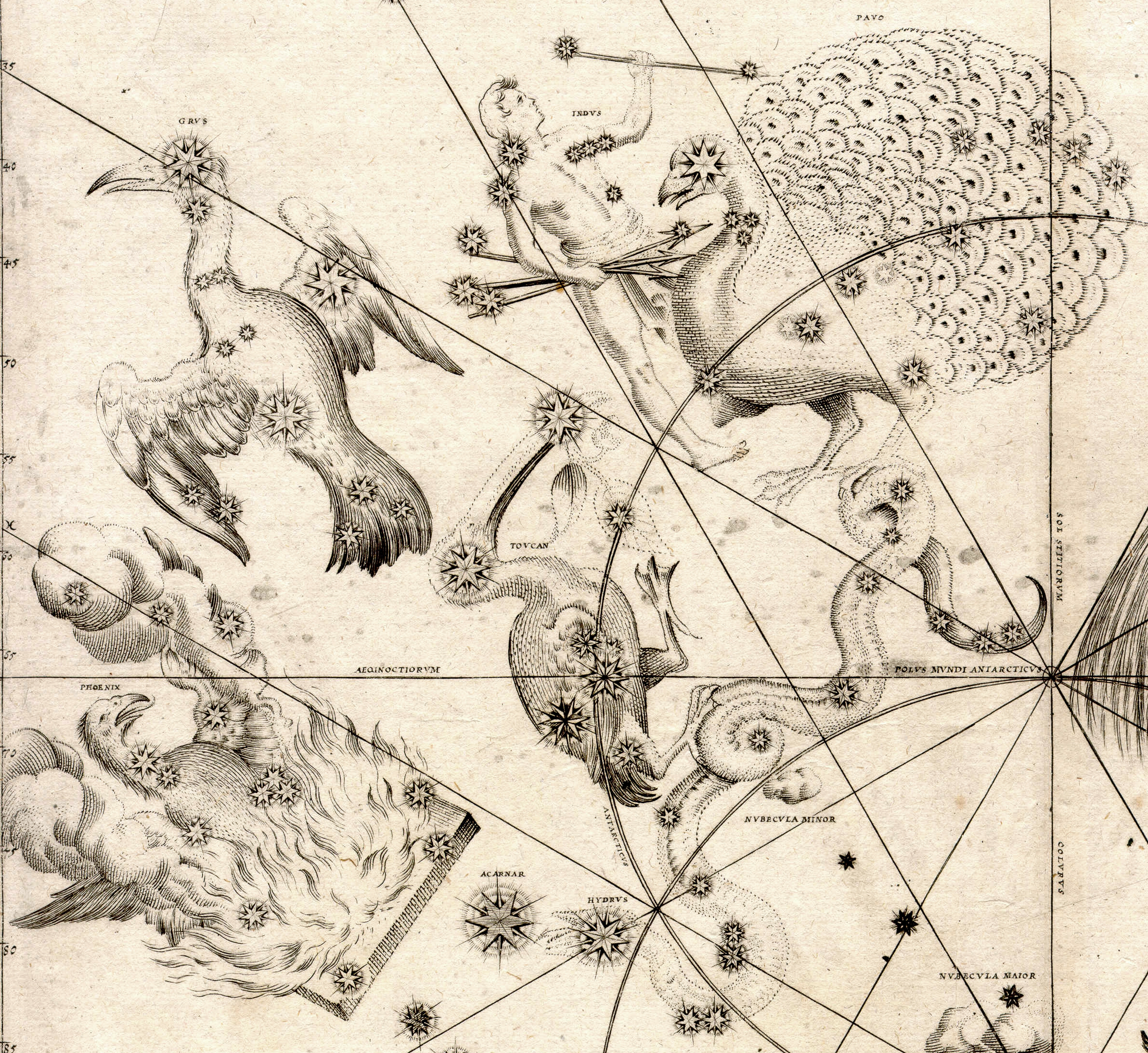
Aus del sud. Uranometria 1603

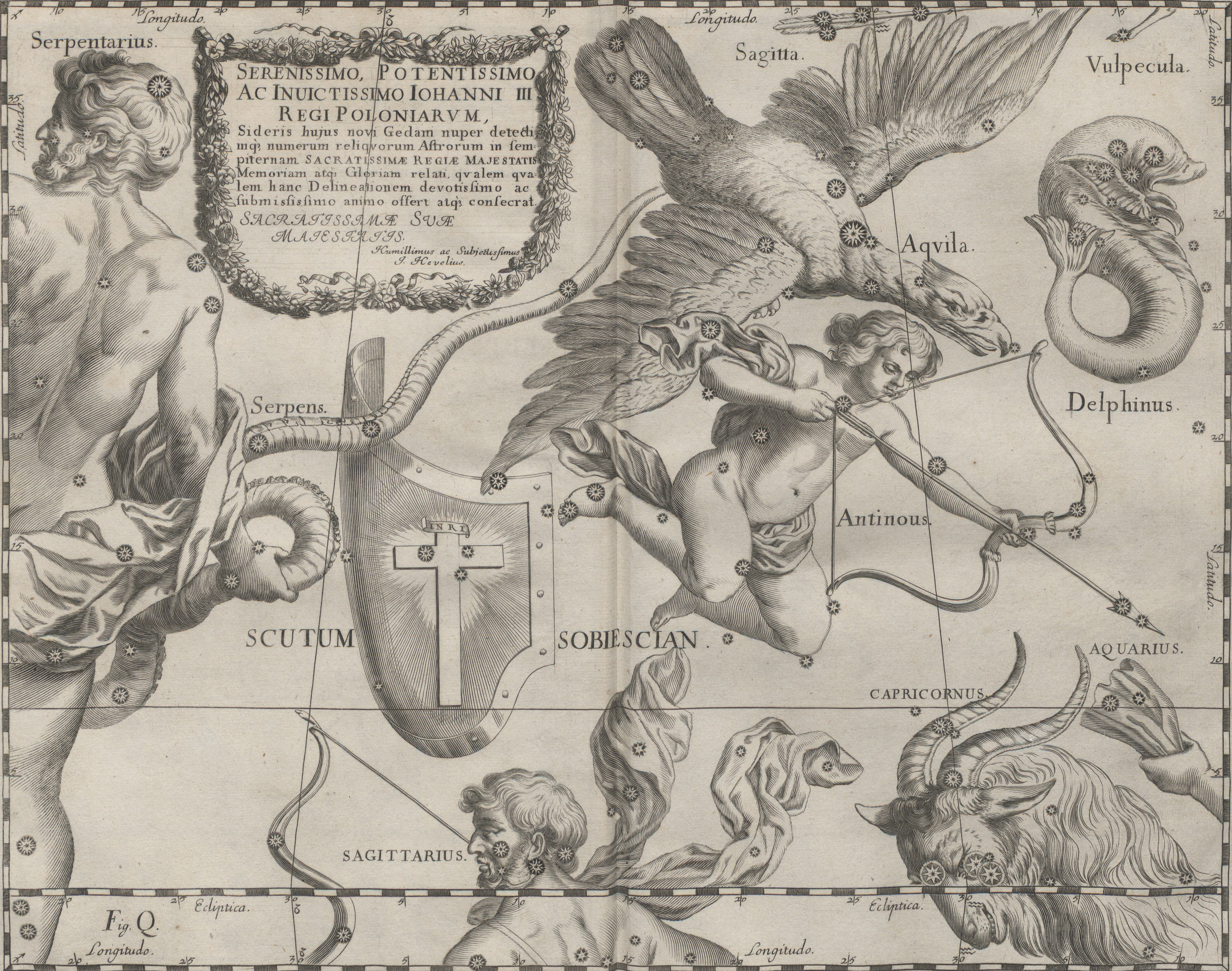
Hevelius – Firmamentum Sobiescianum sive Uranographia 1690

### Edat Mitjana
El mapa celeste supervivent més antic és un manuscrit descobert en les Coves de Mogao (situades en el nord-oest de la Xina i emplaçades al costat de la Ruta de la Seda) denominat Carta Estel·lar de Dunhuang. Es tracta d'un rotllo de 210 cm de longitud i 24,4 cm d'ample mostrant el cel entre les declinacions 40° sud i 40° nord en dotze panells, més un tretzè panell que mostra el cel circumpolar nord. En total estan representades 1.345 estels, agrupats en 257 asterismes. La data d'aquest gràfic és incerta, però està estimada entre l'any 705 i el 710.
Durant la dinastia Song, l'astrònom xinès Su Song va escriure un llibre titulat Xin Yixiang Fa Yao (Nou Disseny del Rellotge Armil·lar), contenint cinc mapes amb 1.464 estels, datats el 1092. El 1193, l'astrònom Huang Shang va preparar un planisferi juntament amb un text explicatiu. Va ser gravat en pedra el 1247, i encara pot veure's al temple Wen Miao a Suzhou.
En l'astronomia musulmana, el primer mapa estel·lar traçat amb exactitud va ser probablement el conjunt de les il·lustracions produïdes per l'astrònom persa Abd Al-Rahman Al Sufi en el seu treball de l'any 964 titulat Llibre dels estels fixos. Aquest llibre era una actualització de les parts VII.5 i VIII.1 del Almagest, el catàleg d'estels compilat per Ptolemeu al segle ii. El treball de Al-Sufi incloïa il·lustracions de les constel·lacions i representava els estels més brillants com a punts. El llibre original no ha sobreviscut, però una còpia de l'any 1009 aproximadament es conserva en la Universitat d'Oxford.
Potser el mapa d'estels europeu més antic va ser un manuscrit de pergamí titulat De Composicione Spere Solide. Probablement va ser produït a Viena el 1440, i constava d'un mapa en dues parts que descriu les constel·lacions de l'hemisferi nord i de l'eclíptica, i va poder haver servit com a prototip per al primer mapa estel·lar imprès a Europa, un conjunt d'imatges sobre planxes de fusta realitzats el 1515 per Albert Dürer a Núremberg, Alemanya.

### Edat Moderna
Durant la Era dels Descobriments Europea, les expedicions a l'hemisferi sud es van traduir en la necessitat d'afegir noves constel·lacions a les cartes estel·lars. És possible que tinguin el seu origen en els registres de dos marins holandesos, Pieter Dirkszoon Keyser i Frederick d'Houtman, els qui en 1595 van viatjar junts a les Índies Orientals Neerlandeses. El 1601 les seves recopilacions es van plasmar en el globus de Jodocus Hondius, qui va afegir 12 noves constel·lacions del sud. Molts altres mapes semblants van ser produïts, incloent la cèlebre Uranometria de Johann Bayer de 1603, el primer atles gràfic dels dos hemisferis celestes i en el qual es van introduir per primera vegada les denominacions de Bayer per identificar els estels més brillants utilitzant l'alfabet grec. La Uranometria contenia 48 mapes de constel·lacions ptolemaiques, un plànol de les constel·lacions del sud i altres dos plànols que mostren els hemisferis del nord i del sud sencers en projecció estereogràfica polar. Per la seva banda, el seu col·lega i amic Julius Schiller, va publicar el 1627 l'obra Coelum Stellatum Christianum, un atles celeste amb les denominacions clàssiques de les constel·lacions substituïdes per noms cristians, que no va passar de ser una raresa.
El polonès Johannes Hevelius va completar el seu atles estel·lar titulat Firmamentum Sobiescianum el 1690. Contenia 56 grans mapes estel·lars en pàgines dobles i va millorar l'exactitud de la posició dels estels del sud. Va introduir 11 constel·lacions més (Scutum, Lacerta, Canes Venatici, etc.).
La Uranometria nova, publicada per Friedrich Argelander el 1843, va incloure per primera vegada la pràctica totalitat dels noms de les 88 constel·lacions utilitzats en l'actualitat.

## Tipologies de cartes celestes

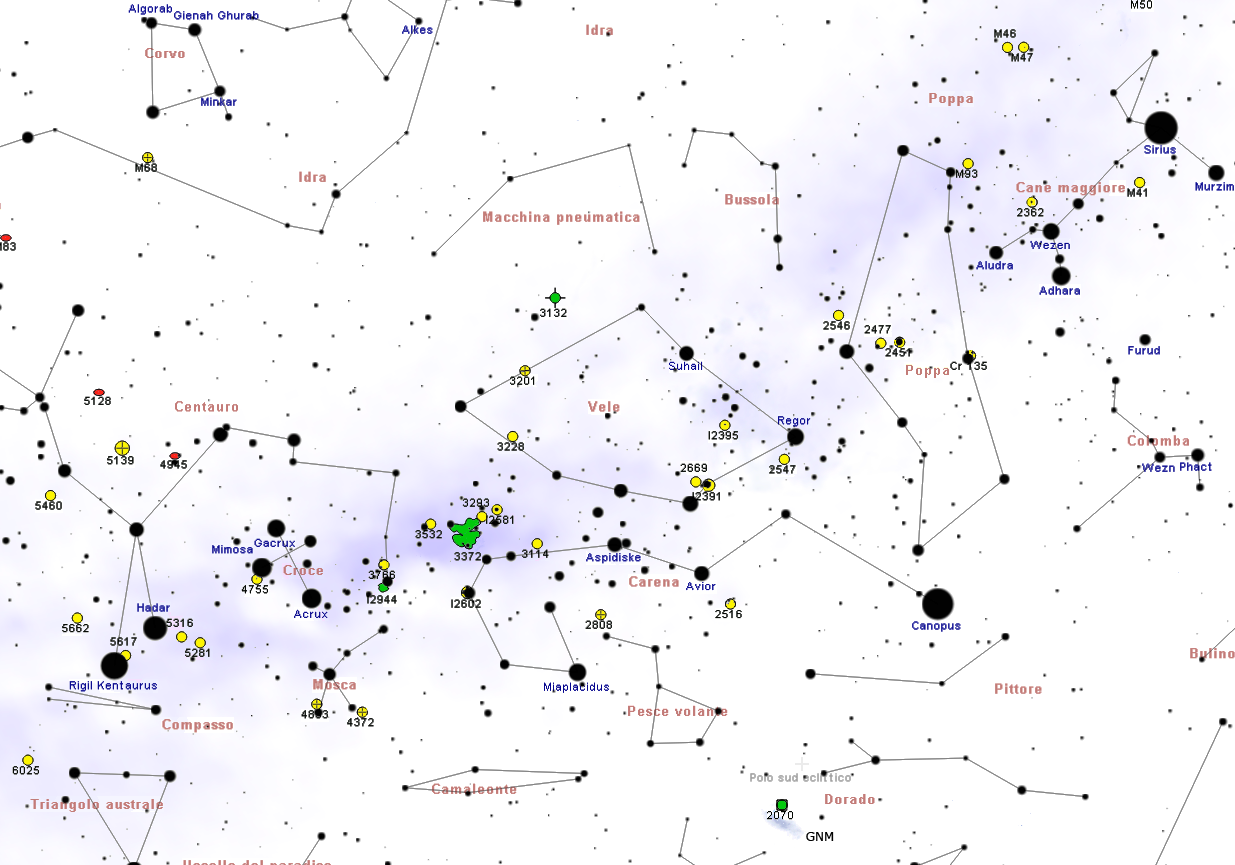
Carta celeste moderna: han desaparegut les il·lustracions i apareixen diversos objectes del cel profund

Hi sol haver tres tipus de cartes celestes.
Les més senzilles representen tota la volta celeste, en forma de planisferi o de doble hemisferi, i solen trobar-se en atles geogràfics o s'imprimeixen en gran format per poder ser utilitzats com a cartells o per a ús educatiu. També s'inclouen mapes estacionals o mensuals, és a dir, que representen l'hemisferi visible en un moment donat en una latitud determinada, en ús per astròfils aficionats o sempre per a ús educatiu. Poques vegades aquest tipus de cartes aconsegueix una gran exhaustivitat: en ser cartes generals, sovint només mostren les estrelles més brillants o les visibles a simple vista, a més d'uns pocs objectes de naturalesa no estel·lar. A diferència d'altres cartes celestes, les cartes mensuals (o, encara millor, diàries) poden contenir també objectes del Sistema Solar.
Altres cartes poden representar porcions més petites del cel o constel·lacions individuals: aquests tipus de cartes poden tenir més detalls i contenir més estrelles i objectes, a més de, en molts casos, una quadrícula de coordenades astronòmiques (l'ascensió recta) i la declinació). Aquestes cartes sovint es combinen en un atles, que abasta franges del cel o un hemisferi o fins i tot tota la volta celeste; són molt utilitzades pels astrònoms, ja que sovint arriben a un nivell molt alt de precisió.
Un tercer tipus és el de les cartes detallades, és a dir, les que pretenen mostrar porcions molt limitades del cel; aquestes cartes es creen per facilitar la identificació d'un estel especialment feble o d'un objecte molt petit mitjançant el sistema d'alineació, i sovint contenen un estel o un objecte relativament brillant com a referència. Alguns atles presenten un conjunt d'aquestes cartes, d'altres estan agrupats en obres que ajuden a localitzar una determinada classe d'objectes celestes. També poden no presentar la quadrícula de coordenades.

### Gràfics d'estrelles
- Sky Map Online – Carta estel·lar interactiva i gratuïta (mostra al voltant d'1,2 milions d'estrelles fins a la magnitud 12)